# Колун
Колун (рум. Colun) — село у повіті Сібіу в Румунії. Входить до складу комуни Порумбаку-де-Жос.
Село розташоване на відстані 194 км на північний захід від Бухареста, 27 км на схід від Сібіу, 130 км на південний схід від Клуж-Напоки, 87 км на захід від Брашова.

## Населення
За даними перепису населення 2002 року у селі проживали 185 осіб, з них 184 особи (99,5 %) румунів. Усі жителі села рідною мовою назвали румунську.